# 流空间
流空间（英語：space of flows）是空間和时间的以及它们与数字时代社会的动态交互在文化上的高度抽象。这一概念由社会学家和控制论文化理论家曼紐·卡斯提爾创建的，目的是“在新的技术范式下重新阐释新的空间安排形式的概念”；它是一种允许远程同步、实时交互的新型空间:146。流空间最早在《信息化城市：信息技术、经济重组和城市区域过程》（The Informational City: Information Technology, Economic Restructuring, and the Urban Regional Process，1989）一书中提到。

## 定义
卡斯提尔将这一概念定义为：“允许社会实践同时进行而没有领域连续性的物质组织。它不是纯粹的电子空间……它首先由信息系统、电信和交通运输线路的技术基础设施组成”。

## 理论层面
传统上，空间的概念被认为是一个被动的实体，而时间被认为是一个独立的主动实体。空间不应与时间脱节，因为空间是与时间相关的动态实体。卡斯提尔反对空间将随着全球城市的兴起而消失的论点，而认为空间是“共享时间的社会实践的物质支撑”。因此，流空间是“通过流发挥作用的共享时间的社会实践的物质组织”:147。
2001年，卡斯提尔写道：“流空间……在电子电路和快速交通走廊的基础上，围绕共通的功能和意义，连接遥远的场所，同时隔离和抑制场所空间中包含的经验逻辑”。

## 实践层面
空间是人们在时间中生活的物质支撑。现实世界的时间，即人们习惯的时空，是“场所的空间”，它不同于“流空间”，因为它缺乏（i）适当的流介质，（ii）构成流经它的流的适当内容，以及（iii）这些流通过的组织节点。流空间概念包含了动态和远距离发生的人类行为和交互，而这是通过电信技术和全球计算机系统的节点支持那些对时间敏感的信息的传递而实现的。这些信息流将人们连接成一个连续的、实时的控制论社区，它不同于地球村，因为其中群体的时间位置变得比他们的物理位置更重要。